# Normanville, Seine-Maritime

Normanville este o comună în departamentul Seine-Maritime, Franța. În 1 ianuarie 2022 avea o populație de 653 de locuitori.